# Wilhelminaparadijsvogel
De wilhelminaparadijsvogel (Lamprothorax wilhelminae) is een paradijsvogel waarvan verondersteld wordt dat het een bastaard is tussen de prachtparadijsvogel (Diphyllodes magnificus of Cicinnurus magnificus) en de kraagparadijsvogel (Lophorina superba).

## Oorpsprong
De balgen van drie volwassen mannetjes zijn in het bezit van American Museum of Natural History en het NCB Naturalis en het natuurhistorisch museum in Dresden. Twee van deze specimen zijn afkomstig uit het Arfakgebergte (Vogelkop). De soort is door de Duitse vogelkundige en antropoloog Adolf Bernard Meyer beschreven en volgens Clifford & Beehler genoemd naar de toen nog minderjarige koningin Wilhelmina. Uit de oorspronkelijke beschrijving van Meyer blijkt dat hij de vogel vernoemde naar zijn eigen vrouw.